# هیروشی میکامی
هیروشی میکامی (انگلیسی: Hiroshi Mikami؛ زادهٔ ۲۳ ژوئیهٔ ۱۹۶۲) بازیگر ژاپنی است. از فیلم‌های او می‌توان به کریسمس مبارک، آقای لارنس و توکیو انحطاط اشاره کرد. 